# 小笠原長章
小笠原 長章（おがさわら ながあきら）は、江戸時代前期の豊前国中津藩の世嗣。官位は従五位下・上野介。

## 略歴
初代藩主・小笠原長次の長男として誕生した。
中津藩嫡子として生まれ、慶安2年（1649年）に将軍徳川家光に拝謁する。承応2年（1653年）に叙任するが、寛文6年（1666年）に廃嫡された。同年死去した長次の家督は、弟の長勝が継いだ。

## 系譜
- 父：小笠原長次（1615年 - 1666年）
- 母：慶寿院 - 松平康重の娘
- 正室：水野忠職の娘
  - 長男：小笠原長胤（1668年 - 1709年）
- 生母不明の子女
  - 次男：小笠原長宥
  - 女子：梅 - 秋容院殿、酒井忠相正室
  - 三男：小笠原長富
  - 女子：源姫（清泉院） - 増山正任正室
  - 四男：小笠原長救
  - 五男：小笠原長円（1676年 - 1713年）